# Urraca de Zamora
Urraca (León, 1033-León, 1101/1103) fue infanta de León, como primogénita del rey Fernando I y de su esposa, la reina Sancha. Heredó la plaza de Zamora tras el reparto realizado por su padre antes de fallecer.

## Biografía
Urraca fue la mayor de los cinco hijos de Fernando I y su esposa Sancha de León, quien nació antes de que sus padres accedieran al trono (mayo de 1038), en 1033 según Menéndez Pidal y en 1036-37 según Alfonso Sánchez Candeira. Recibió educación, al igual que sus hermanos, en la «disciplinas liberales», el trivium y el quadrivium. Urraca se ocupó de la educación de su hermano Alfonso, ocho años menor que ella, por el que sintió un gran afecto maternal, según algunas fuentes.

### La herencia de Fernando I el Magno
El rey Fernando repartió sus reinos antes de morir entre sus cinco hijos: a Alfonso le otorgó el reino principal, León; a Sancho le concedió Castilla; el pequeño, García, fue nombrado rey de Galicia; Elvira heredó el señorío de la ciudad de Toro, con consideración de reino; y Urraca heredó Zamora. Cuando comenzó su soberanía en Zamora, estableció su residencia y fortaleza en los conocidos «jardines del castillo» de la ciudad y en los aledaños de la Catedral de Zamora. Este castillo es de estilo puramente medieval con cuatro torres, de las cuales se conserva la torre del homenaje recientemente restaurada para albergar el Museo Baltasar Lobo.
Fue madrina de armas de Rodrigo Díaz de Vivar, el Cid Campeador, quien fue investido caballero alrededor del año 1060 en la iglesia de Santiago de los Caballeros de Zamora. Además, era la hermana favorita de Alfonso, al que ayudó y aconsejó para recuperar su reino primero y para gobernar después.

### Invasión castellana
Al morir Fernando I de León, su hijo primogénito, Sancho, quedó descontento con las reparticiones hechas y entonces fue declarando la guerra a todos sus hermanos e inició una lucha sangrienta. Su reinado en Castilla fue belicoso y el primer conflicto se dio en la guerra de los Tres Sanchos. Más tarde combatió contra su hermano Alfonso VI en una guerra sin consecuencias territoriales y posteriormente se alió con Alfonso y avanzó hacia Galicia para conquistar el reino de su hermano García, en el año 1071. Unos meses más tarde Sancho II derrotó a Alfonso en la batalla de Golpejera, encarcelándolo y coronándose a sí mismo como rey de León. Urraca intercedió para que Sancho le permitiera a Alfonso exiliarse en la Taifa de Toledo, que estaba gobernada por el emir Al-Mamún.
Urraca se mantuvo contraria a la política unificadora de Sancho, por lo que este decidió asediar Zamora para poner fin a la resistencia contra su gobierno. Pero sus murallas impidieron pasar al monarca, de ahí la denominación de Zamora de «la Bien Cercada». El asedio duró más de siete meses. Mientras continuaba el asedio de Zamora, un noble de la Corona Leonesa, Vellido Dolfos, había salido de la ciudad con la intención de acabar con el rey Sancho II. Una descripción novelada, que no histórica, del fallecimiento del rey de Castilla, se relata así por los juglares castellanos, después de más de cien años de los hechos: "Según la tradición, tras dos meses infiltrado en el campamento castellano y, después de trabar amistad con el monarca castellano, le acompañó a una cabalgada de exploración en la que se quedó solo con el rey Sancho, que había bajado del caballo para defecar. Aprovechando la situación, y para evitar que se defendiera su víctima, Dolfos atravesó a Sancho con la lanza real. Una vez cumplido su objetivo cabalgó hacia las murallas de Zamora y se introdujo en ellas a través de un portillo que el romanticismo castellano nombró «de la Traición», pero que hoy en día se denomina «de la Lealtad» tras aprobar el cambio de nombre el Pleno municipal de Zamora en 2009". Esta descripción es rebatida por Iglesias Carreño en varios de sus escritos.

### Consejera de Alfonso VI el Bravo

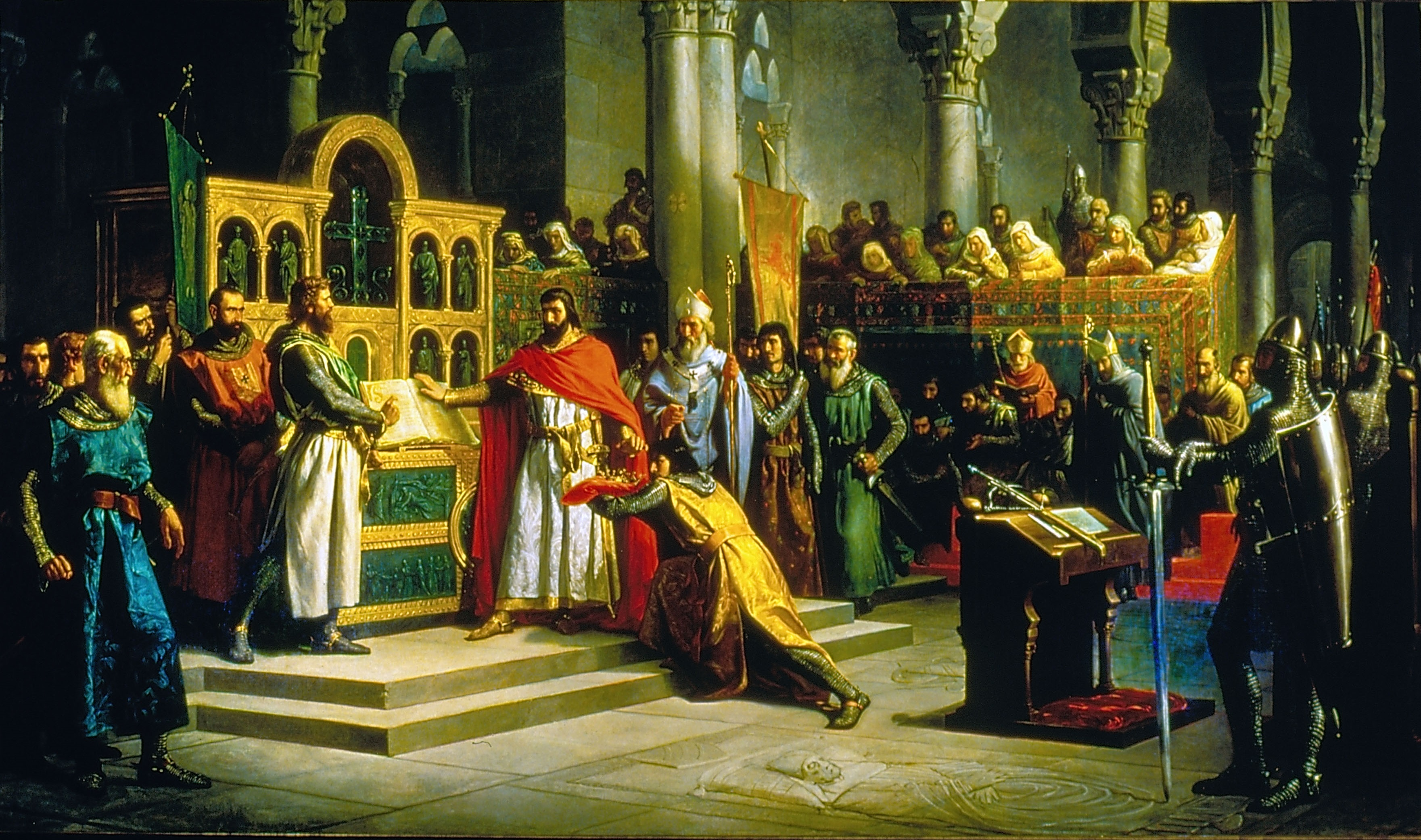
Jura de Santa Gadea, de Marcos Hiráldez de Acosta. 1864. (Palacio del Senado de España, Madrid).

Tras la muerte de su hermano Sancho, Urraca continuó ejerciendo su señorío sobre la ciudad de Zamora, así como sobre todos los monasterios del reino, honor que compartía con su hermana, la infanta Elvira de Toro. Según la Crónica Silense, fue una de las consejeras más importantes de Alfonso VI, al que siempre protegió y con el que llegó a actuar en la práctica como canciller del reino, tal y como evidencian los primeros diplomas emitidos por Alfonso VI a finales de 1072. Urraca también apoyó a su hermano Alfonso cuando encerró a su hermano García, antiguo monarca de Galicia, en el castillo de Luna, donde terminó falleciendo en 1090.
El historiador musulmán Ibn Idari menciona en el siglo XIII la existencia de una relación incestuosa entre ambos y, aunque estos hechos fueron dados por válidos por Menéndez Pidal y Levi-Provençal, es considerada como legendaria o fantástica por la historiografía reciente. Algún autor tardío se atreve a afirmar que llegaron a contraer matrimonio, como el cronista Lucas de Tuy, quien afirma que Urraca obtuvo el título de reina, hecho que carece de respaldo histórico. De cualquier manera, ejerció una gran influencia en la corte de Alfonso VI, participando en el traslado de la sede episcopal de Oca al nuevo emplazamiento en Burgos y apareciendo en diversos diplomas que documentan las asambleas judiciales del reino. No obstante, su posición se atenuó con el advenimiento de la reina Constanza de Borgoña en 1080.
Poco antes de su muerte, dotó el monasterio de San Pedro de Eslonza, que había sido fundado por el rey García I de León.

### Defunción y sepultura
Al final de su vida se retiró a un monasterio leonés, donde permaneció hasta su muerte en 1101, según algunos autores, aunque es posible que falleciese unos años más tarde debido a que aparece haciendo una donación a la catedral de Burgos en noviembre de 1103. Recibió sepultura en el Panteón de Reyes de San Isidoro de León, donde yacen sus progenitores, así como dos de sus hermanos, el rey García de Galicia y la infanta Elvira de Toro.
En el sepulcro de piedra en el que fueron depositados los restos mortales de la infanta fue esculpido el siguiente epitafio latino:

H. R. DOMNA URRACA REGINA DE ZAMORA, FILIA REGIS MAGNI FERDINANDI. HAEC AMPLIFICAVIT ECCLESIAM ISTAM, ET MULTIS MUNERIBUS DITAVIT. ET QUIA BEATUM ISIDORUM SUPER OMNIA DILIGEBAT. EJUS SERVITIO SUBJUGAVIT. OBIIT ERA MCXXXVIIII...NOBILIS URRACA JACET HOC TUMULO TUMULATA HESPERIAEQUE DECUS HEU TENET HIC LOCULUS HAEC FUIT OPTANDI PROLES REGIS FREDENANDI. AST REGINA FUIT SANCTIA QUAE GENUIT CENTIES UNDECIES SOL VOLVERAT ET SEMEL ANNUM CARNE QUOD OBTECTUS SPONTE.

## Cáliz de doña Urraca

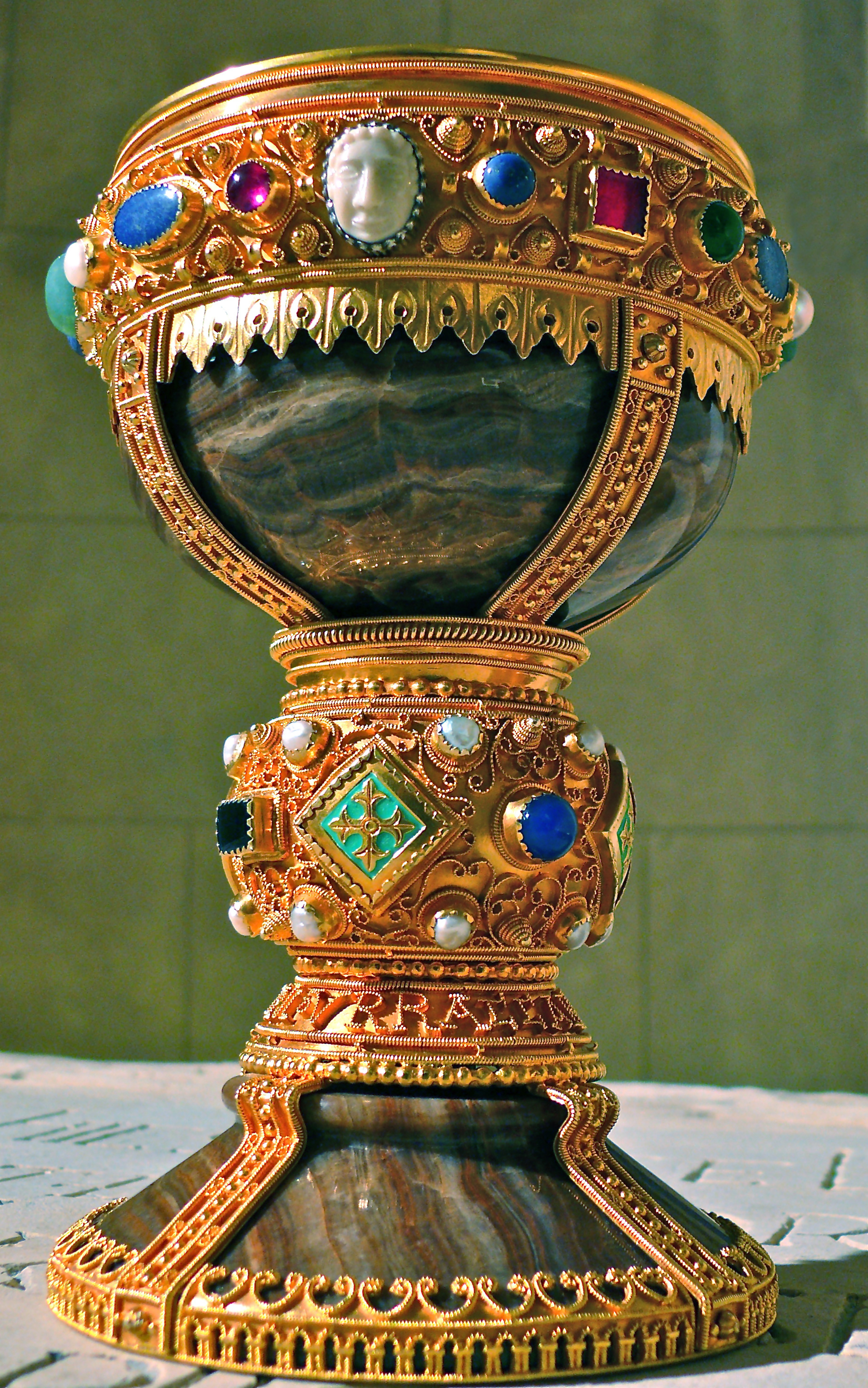
Cáliz de doña Urraca.

El conocido como cáliz de doña Urraca es una pieza de orfebrería románica del siglo XI que se conserva en el museo de la Basílica de San Isidoro de León. Está formado por dos vasos romanos orientales de ágata-ónice unidos y recubiertos de oro en la copa, el nudo y la peana, dejando al descubierto parte de la copa y casi toda la peana. Para realizarlo, la infanta ofreció sus propias joyas, razón por la que su nombre (como donante que fue de la pieza a la iglesia y monasterio de San Isidoro) figura en el nudo, en una inscripción latina que dice:

IN NOMINE D[OMINI] VRRACCA FREDINA[N]DI

 que traducido al español significa: En el nombre del Señor, Urraca [la hija] de Fernando [I].